# Beauftragter für Angelegenheiten der Sorben
Der Beauftragte für Angelegenheiten der Sorben ist ein Amt im Sächsischen Staatsministerium für Wissenschaft, Kultur und Tourismus. Das Amt bildet mit dem Amt Allgemeine Kulturangelegenheiten, Sorben, Erinnerungskultur das Referat 21 im Sächsischen Staatsministerium für Wissenschaft, Kultur und Tourismus.

## Amtsinhaber
- Stanisław Brězan bis Ende 2022
- Madlena Mahling seit 2023[1]